# Howard Brenner
Howard Brenner (* 16. März 1929 in New York City; † 17. Februar 2014) war ein US-amerikanischer Chemieingenieur, der sich mit Hydrodynamik befasste.

## Leben
Brenner erwarb 1950 seinen Bachelor-Abschluss als Chemieingenieur am Pratt Institute und seinen Master-Abschluss 1954 an der New York University, an der er 1957 promoviert wurde. Dort blieb er als Instructor, bis er 1966 als Professor an die Carnegie Mellon University ging. Seit 1981 ist er Professor am Massachusetts Institute of Technology (William Henry Dow Professor).
Er war unter anderem Gastprofessor an der University of Minnesota, am Caltech (Fairchild Scholar 1975/76, Chevron Visiting Professor 1988/89), am Technion (Lady Day Professor 1996), der University of Rochester, der University of California, San Diego, in Berkeley und an der Carnegie Mellon. Er befasste sich mit Mikrofluidik, komplexe Flüssigkeiten bei niedriger Reynoldszahl, Transportprozesse in der Hydrodynamik, Theorie der Chromatographie, Aerosole, Aspekte physikalischer Chemie und Thermodynamik in der Hydrodynamik.
1988 erhielt er den Kendall Award, 2001 den Hydrodynamik-Preis der American Physical Society, 1980 die Bingham Medal und 1999 den Warren K. Lewis Award. Er war Mitglied der National Academy of Sciences (2000), der American Academy of Arts and Sciences (1999), der American Association for the Advancement of Science, des American Institute of Chemical Engineers und der National Academy of Engineering (1980). 1988 war er Guggenheim Fellow.

## Schriften
- mit D. A. Edwards: Macrotransport Processes, Butterworth-Heinemann 1993
- mit D. A. Edwards, D. T. Wasan Interfacial Transport Processes and Rheology, Butterworth-Heinemann 1991
- mit J. Happel: Low Reynolds Number Hydrodynamics, Prentice-Hall 1965, Kluwer 1983